# 沈寅豪
沈寅豪（シェン・インハオ、1986年11月6日 - ）は中国のサッカー審判員。2018年から国際サッカー連盟 (FIFA) に国際審判員として登録されている。

## 来歴
上海体育大学卒業後、同済大学体育学部の講師として勤務。2010年から上海サッカー協会の審判プログラムを経て、2016年に中国超級の最年少審判員を務める。

## 議論を呼んだ判定

### AFC U-23アジアカップ
2024年4月29日に行われたAFC U23アジアカップ準決勝・インドネシア対ウズベキスタンの試合で主審を務めた沈は、ビデオ・アシスタント・レフェリー (VAR) の介入をめぐって、特にインドネシア側から物議を醸した。61分にはDFムハンマド・フェラーリのゴールをオフサイドとして取り消し、84分にはDFリズキー・リドのプレーに対しVARが介入、リドにレッドカードを提示し一発退場とした。試合が0-2でインドネシアの敗退に終わると、インドネシア国内のSNSで沈のレフェリングを非難するポストが相次いだ。インドネシア国内では、沈のVARチェックがFIFAの競技規則に沿っていないとの意見もあった。